# Khach (mets)

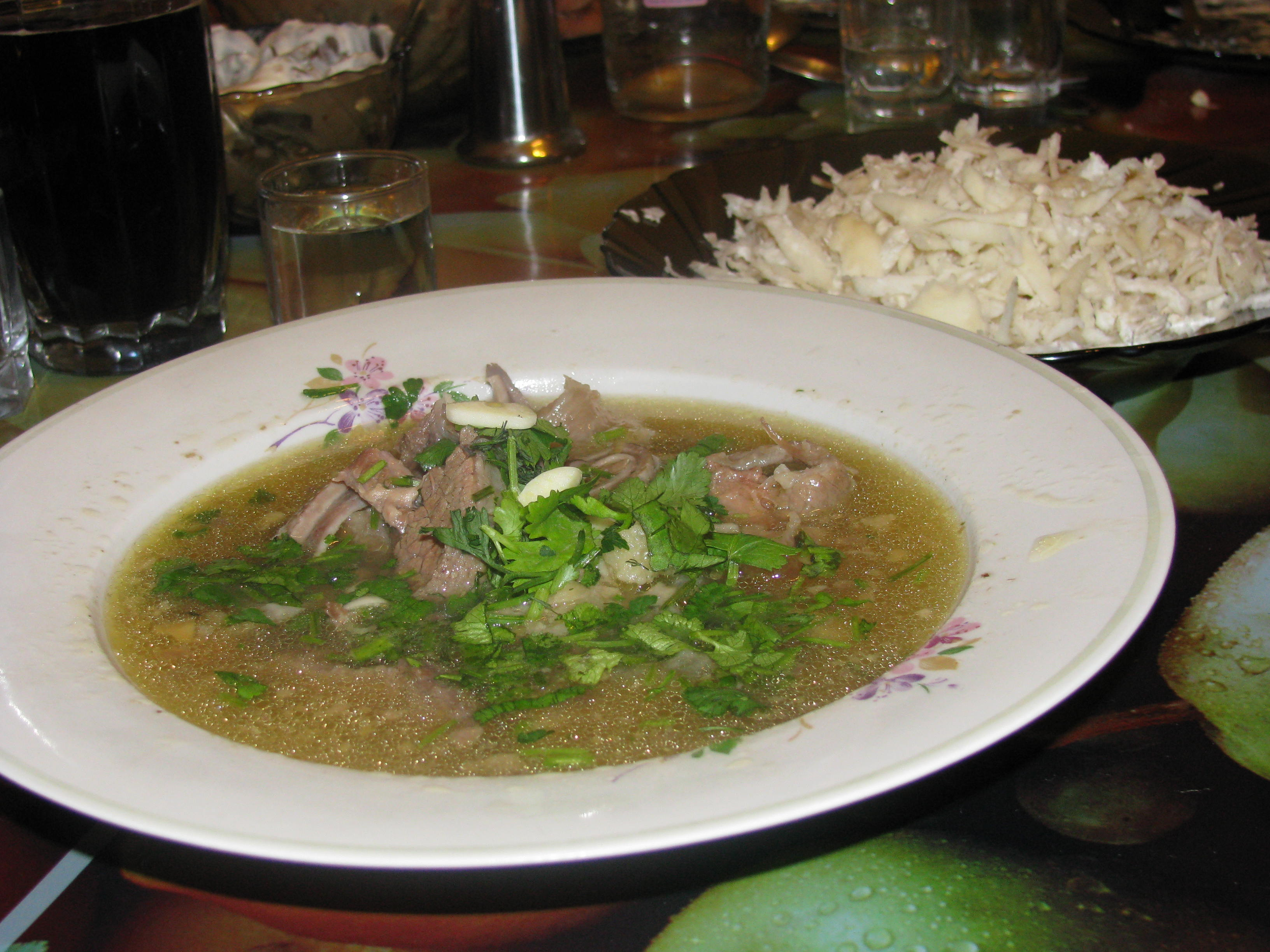
Plat de khach dans une assiette.

Le khach, khash (en arménien : Խաշ ; en azéri : Xaş), khashi en géorgien ხაში, kaleh pacheh (en persan : کله ‌پاچه ; en turc : kelle paça) ou pacha (en arabe : باجة ; en bulgare : Пача) est un mets traditionnel d'Arménie. Il était consommé jadis par les classes laborieuses, mais est aujourd'hui un plat recherché dans les classes privilégiées.[réf. nécessaire]

## Origine
Selon certaines sources, le plat est d'origine géorgienne, azeri ou arménienne. Il existe une version par pays, et parfois plusieurs : elles varient en fonction des ingrédients (bœuf, veau, voire agneau), des épices utilisées et des détails de préparation,.

## Ingrédients
Il s'agit d'un bouillon préparé à base de pieds, de tête, jarrets ou de queues de veau et parfois de tripes de bœuf ou de veau dans lequel on émiette du pain, le lavach.

## Consommation
Les Arméniens, les Géorgiens et les Turcs y ajoutent de l'ail et du vinaigre et le mangent « le lendemain matin de fêtes bien arrosées ». En Arménie, il est consommé avec de la vodka. En Géorgie, il est accompagné de vin.

## Étymologie
Le mot « khash » vient de l'arménien khashel, verbe qui signifie « bouillir ».